# Sándor László (politikus)
Sándor László (Hajdúsámson, 1910. január 19. – Budapest, 1988. január 26.) magyar politikus, miniszter.

## Életpályája
Sándor László eredeti foglalkozása kőművessegéd volt. 1928-tól a KMP tagja, 1945 előtt a MÉMOSZ Központi Vezetőségének tagja. 1945-től az MKP Hajdú megyei Bizottságának titkára, 1948 és 1950 között az MDP Hajdú-Bihar megyei Bizottságának első titkára. 1950. február 25-től 1951. október 6-ig a Dobi-kormány építésügyi minisztere volt. Ezt követően 1956-ig tröszti, illetve vállalati igazgatóként dolgozott. 1957-től a Határőrség pártbizottságának titkára, majd 1970-ig, nyugállományba vonulásáig az Építésügyi és Városfejlesztési Minisztériumban miniszteri tanácsadó volt.